# Uuden Musiikin Kilpailu 2024
Der 13. Uuden Musiikin Kilpailu (UMK, dt. wörtl. ‚Wettbewerb neuer Musik‘) war der finnische Vorentscheid für den Eurovision Song Contest 2024 in Malmö (Schweden). Er fand am 10. Februar 2024 in Tampere statt. Sieger wurde der Künstler Windows95man mit dem Song No Rules!

## Konzept
Am 14. Mai 2023 bestätigte Yleisradio (YLE) seine Teilnahme am Eurovision Song Contest 2024. Gleichzeitig gab man bekannt, dass man erneut den Uuden Musiikin Kilpailu als Vorentscheid nutzen werde.

### Austragungsort
Der Leiter der Kreativabteilung von YLE, Ville Vilén, gab am 28. Februar bekannt, dass man aufgrund der massiv gestiegenen Popularität der Sendung sich nach neuen potentiellen Austragungsorten umsehe. Die letzten Male fand der UMK im Logmo in Turku bzw. im Mediapolis Television Studio in Tampere statt. Am 3. Oktober 2023 wurde die Nokia-areena in Tampere als neuer Austragungsort bekanntgegeben.

### Beitragswahl
Zwischen dem 21. und 24. August 2023 konnten Beiträge bei YLE eingereicht werden. Bis zu drei Beiträge konnten pro Künstler eingereicht werden, wobei jedoch nur ein Beitrag ins Finale kommen konnte. Mindestens ein Interpret musste finnischer Staatsbürger sein oder seinen Hauptwohnsitz in Finnland haben. Insgesamt wurden 419 Beiträge eingereicht, was einer Steigerung von 56 Beiträgen im Vergleich zum Vorjahr entspricht.

### Moderation
Als Moderatoren wurden am 11. Dezember 2023 der Schauspieler Pilvi Hämäläinen, die Schauspielerin Viivi Pumpanen und der Sänger Benjamin Peltonen vorgestellt. Peltonen nahm im vergangenen Jahr am Wettbewerb teil.

## Teilnehmer
Die Teilnehmer wurden am 10. Januar 2024 bekanntgegeben.

## Finale
Das Finale fand am 10. Februar 2024 um 21:00 Uhr (UTC+2) in der Nokia-areena in Tampere statt. Die Gesamtpunktzahl setzt sich aus der Punkteverteilung von sieben ausländischen Jurys (25 %) und einem Zuschauervoting (75 %) zusammen. Nach dem Juryvoting führte Sara Siipola mit 70 Punkten, der spätere Sieger Windows95man indes fand sich auf dem letzten Platz wieder. Da aber das Televoting drei Viertel der Gesamtpunkte ausmacht, kehrte sich das Ergebnis nach der Entscheidung der Zuschauer um: Windows95man errang mit dem Song No Rules! 285 Punkte im Televoting und schob sich damit vom letzten auf den ersten Platz, Sara Siipola wurde zweite.
| Platz | Startnr. | Interpret              | Lied Musik (M) und Text (T)                                                                               | Sprache            | Übersetzung (inoffiziell) | Punkte | Punkte    | Punkte |
| Platz | Startnr. | Interpret              | Lied Musik (M) und Text (T)                                                                               | Sprache            | Übersetzung (inoffiziell) | Jury   | Zuschauer | Gesamt |
| ----- | -------- | ---------------------- | --- | ------------------ | ------------------------- | ------ | --------- | ------ |
| 1.    | 7        | Windows95man           | No Rules! M/T: Jussi Roine, Henri Piispanen, Teemu Keisteri                                               | Englisch           | Keine Regeln              | 28     | 285       | 313    |
| 2.    | 5        | Sara Siipola           | Paskana M/T: Mikko Koivunen, Sara Siipola, Emmi Hakala, Kaisa Korhonen                                    | Finnisch           | Scheiße                   | 70     | 203       | 273    |
| 3.    | 4        | Mikael Gabriel & Nublu | Vox Populi M/T: Mikael Gabriel, nublu, ANI, Omar Aberkane, hjalmar, Heviteemu, Jukka Immonen              | Finnisch, Estnisch | Die Stimme des Volkes     | 42     | 136       | 178    |
| 4.    | 2        | Cyan Kicks             | Dancing With Demons M/T: Niila Perkkiö, Susanna Alexandra, Sara Ryan, Elize Ryd, Dan Lancaster            | Englisch           | Mit Dämonen tanzen        | 48     | 80        | 128    |
| 5.    | 3        | Jesse Markin           | Glow M/T: Jesse Markin, Totte Rautiainen                                                                  | Englisch           | Glühen                    | 34     | 76        | 110    |
| 6.    | 6        | Sexmane                | Mania M/T: Max Sene, Jussi Karvinen (Jussifer), Santeri Kauppinen (MD$), Daniel Okas (Danitello)          | Finnisch           | Manie                     | 34     | 74        | 108    |
| 7.    | 1        | Sini Sabotage          | Kuori mua M/T: Veikka Ercola, Aleksanteri Hulkko, Wilma Virintie, Sini-Maria Makkonen, Sonny Kylä-Liuhala | Finnisch           | Schäl mich                | 38     | 27        | 65     |

Anmerkungen
1. ↑  Enthält einzelne Worte in Spanisch und Latein
2. ↑  Enthält einzelne Worte in Englisch

### Detailliertes Juryvoting
| 1 | Sini Sabotage          | Kuori mua           | 12 | –  | –  | 6  | 6  | 4  | 10 | 38 |
| 2 | Cyan Kicks             | Dancing With Demons | 6  | 8  | 10 | 10 | 2  | 8  | 4  | 48 |
| 3 | Jesse Markin           | Glow                | 2  | 2  | 4  | –  | 8  | 6  | 12 | 34 |
| 4 | Mikael Gabriel & Nublu | Vox Populi          | 4  | 10 | 12 | 8  | 4  | 2  | 2  | 42 |
| 5 | Sara Siipola           | Paskana             | 8  | 12 | 8  | 12 | 12 | 10 | 8  | 70 |
| 6 | Sexmane                | Mania               | 10 | 4  | 2  | 2  | 10 | –  | 6  | 34 |
| 7 | Windows95man           | No Rules!           | –  | 6  | 6  | 4  | –  | 12 | –  | 28 |
| Jury-Punktesprecher                                                                                             |                        |                     |    |    |    |    |    |    |    |    |
| - – Maléna - – Rafael Herrera - – Tvorchi - – Eric Lehmann - – Joker Out - – Olly Alexander - – Thobias Thorwid |                        |                     |    |    |    |    |    |    |    |    |